# HLA-F
HLA-F（HLA class I histocompatibility antigen, alpha chain F）は、ヒトではHLA-F遺伝子にコードされるタンパク質である。HLA-Fは膜に固定された非古典的MHCクラスI分子であり、主に細胞内に位置してβ2-ミクログロブリンとヘテロ二量体を形成している。HLA-Fは小胞体とゴルジ体に局在し、他のHLA遺伝子と比較してヒト集団における多型は少ない。一方で、HLA-F遺伝子には多数の転写バリアントに由来するさまざまなアイソフォームが見つかっている。

## HLA-F
主要組織適合遺伝子複合体（MHC）は細胞表面タンパク質のグループの1つであり、ヒトではヒト白血球抗原（HLA）複合体とも呼ばれる。これらのタンパク質はHLA遺伝子座と呼ばれる遺伝子クラスターにコードされている。HLA遺伝子座は6番染色体の短腕、具体的には6p21.1–21.3に位置する約3 Mbpの領域である。MHCタンパク質は、クラスI、II、IIIの3つの主要なカテゴリに分類される。HLA遺伝子座には140以上の遺伝子が存在し、これらはHLA遺伝子と呼ばれることが多い。HLA-A、B、Cは古典的クラスI遺伝子であり、HLA-E、F、Gは非古典的クラスI遺伝子である。HLA-F遺伝子にコードされるタンパク質は、ヒトリンパ芽球細胞株721から初めて単離された。

## 遺伝子
HLA-F遺伝子は6番染色体の短腕、HLA-A遺伝子座のテロメア側に位置する。HLA-F遺伝子は多型が乏しく、他の霊長類にも高度に保存されている。HLA-Fは2つの多重遺伝子ファミリー間の組換えによって生じたもののようであり、細胞外ドメインと膜貫通領域は全てのクラスIタンパク質との間で保存されているが、3' UTRは異なるファミリーに由来するものである。遺伝子は高度に転写されており、組織や細胞種によって発現レベルが異なる。

## タンパク質
HLA-Fタンパク質は保存されたドメインから構成される40–41 kDaの分子であるが、HLA-FのmRNAにはエクソン7は存在しない。このエクソンの不在のため、HLA-Fの細胞質テールは古典的クラスI分子と比較して短いものとなっている。細胞質テールはHLA-Fの小胞体からの脱出を補助し、その機能はテールのC末端に位置するバリンによって主に担われている。

## 構造
HLA-Fの構造は、8つのエクソンからなる他のHLAクラスI分子と類似している。溝の底部を形成していると考えられる重要な残基の中で、97番残基はほとんどの古典的クラスI分子では荷電残基、そしてHLA-Eではかさ高い疎水的なトリプトファンであるのに対し、HLA-Fでは側鎖がプロトン1つからなるグリシンである。HLA-Fの溝がペプチドを結合した場合、グリシン残基が溝の中央部に空間を作り出すため、より大きな側鎖を持つペプチドに適合して収容する可能性がある。HLA-Fの溝のC末端部分の底部には近接して2つのヒスチジン残基（His114-His116）が位置し、HLA-Eにも類似したHis9-His99が存在している。ペプチドのN末端残基との水素結合ネットワークに関与しているTyr7、Tyr59、Tyr159、Tyr171は保存されている。
HLA-Fの溝のポケットと考えられる領域のうち、Aポケットは親水的でHLA-Eのものと類似している。BポケットにはMet45とAla67が位置する。これもHLA-Eのポケットと共通した特徴であり、疎水的で大きな残基が結合する可能性が高い。しかし、CポケットはHLA-Eとは大きく異なり、HLA-B8のCポケットと類似している。DポケットにはAsn99が位置するため荷電残基を好む可能性があるが、フェニルアラニンなどの残基も位置しているため予測は困難である。FポケットはHLA-Eや他の古典的クラスI分子とよく保存されているようであり、ロイシンなどの脂肪族残基を好む可能性が高い。

## 発現
古典的HLAクラスI分子は、重鎖を介してHLA-Fと相互作用する。HLAクラスI分子はオープンコンフォマー（ペプチドを結合していない状態）のみがHLA-Fと相互作用する。HLA-Fはペプチドの結合に依存しない形で発現する。

### 細胞内発現
HLA-Fは末梢血リンパ球（PBL）、休止リンパ球（B細胞、T細胞、NK細胞、単球）、扁桃、脾臓、胸腺、膀胱、脳、結腸、腎臓、肝臓、リンパ芽球、T細胞性白血病、絨毛がん、癌腫の細胞で細胞内に発現している。

### 細胞外発現
HLA-Fは、活性化されたリンパ球、HeLa細胞、EBウイルスによって形質転換されたリンパ芽球細胞、一部の活性化単球細胞株で細胞表面に発現している。HLA-Fは主に刺激されたメモリーT細胞の表面に発現しているが、血中循環制御性T細胞では発現していないため、HLA-Fの表面発現は免疫応答の活性化とともに起こると考えられている。

### 妊娠時の発現
妊娠初期には、HLA-Fは絨毛外に位置する栄養膜細胞（絨毛外栄養膜細胞）で弱く発現している。妊娠中期には発現が増加し、細胞表面へ移行する。こうした変化は胎児の成長と一致するため、発生に関与していることが示唆されている。

### NK細胞との相互作用
HLA-Fは、β2-ミクログロブリンやペプチドとともに複合体として、そしてβ2-ミクログロブリンやペプチドを伴わず重鎖のみからなるオープンコンフォマー（open conformer、OC）としての2通りの方法で細胞表面に発現する。HLA-Fは、タパシンの部分的な補助のもと、一般的に抗原のプロセシングと輸送や関係しているTAP複合体には依存しない形で小胞体から輸送される。HLA-F OCはホモ二量体や異なるHLAのOCとのヘテロ二量体を形成することができ、細胞外抗原の交差提示に関与していることが示唆されている。
HLA-F OCは他の受容体とも結合することができ、こうした相互作用はHLA-Fの多様な機能と関係している。こうした受容体には主にNK細胞が発現している阻害受容体や活性化受容体が含まれるが、他の免疫細胞のものも含まれる。HLA-F OCは活性化受容体KIR3DS1や阻害受容体KIR3DL1、KIR3DL2と結合する。
近年の研究では、HLA-Fが長いペプチド（7アミノ酸から30アミノ酸以上のものまで）をT細胞に提示することが示唆されている。HLA-Fは62番残基の置換のために溝のN末端部分が開いた形となっているため、このようなペプチドを結合することができる。胎児母体間の接触域における免疫調節に対してこのことが影響しているかどうかは、現在のところ不明である。

## 転写調節
HLA-F遺伝子にはNF-κBが結合する保存されたκB1部位が存在するが、補助的機能を果たす隣接調節配列（IRSEなど）がなければNF-κBによって誘導されることはない。IRSE（IFN-stimulated response element）は他のMHCクラスI遺伝子と相同であり、IFN-γはIRSEを介してHLA-Fを誘導する。さらに、HLA-FはMHCクラスII遺伝子の転写を調節する転写コアクチベーターであるCIITAによっても誘導される。

## 機能
HLA-Fは非古典的HLAクラスI分子重鎖のパラログに属する。古典的HLAクラスI分子と比較して、HLA-Fの多型は極めて少ない。このクラスI分子は主にβ2-ミクログロブリン軽鎖と結合してヘテロ二量体として存在する。重鎖は約42 kDaで、その遺伝子は8つのエクソンから構成される。エクソン1はリーダーペプチド、エクソン2と3はペプチド結合部位であるα1、α2ドメイン、エクソン4はα3ドメイン、エクソン5と6は膜貫通領域、エクソン7と8は細胞質テールをコードする。しかしながら、HLA-Fの場合にはエクソン6に位置するインフレーム終止コドンのためにエクソン7と8は翻訳されない。
HLA-Fは現在でも最も謎の多いHLA分子であり、その正確な機能は未だ解明されていない。他のHLA分子と比較して、主に細胞内に位置して細胞表面に到達することは稀であり、NK細胞、B細胞、T細胞の活性化時などに細胞表面にみられる。古典的HLAクラスI分子には抗原認識を担う高度に保存されたアミノ酸が10個存在するのに対し、HLA-Fには5つしか存在せず、そのためペプチドの提示とは異なる生物学的機能を持っていることが示唆される。免疫細胞の活性化に伴って、HLA-Fは空のHLAクラスI分子を結合し、ヘテロ二量体として細胞表面に到達する。このように、HLA-Fはペプチドを結合していないHLAクラスI分子を安定化し、シャペロンとして作用して空のHLAクラスI分子細胞表面へそして細胞表面から輸送する。

### 特殊なリガンドとの結合
HLA-Fは、主にB細胞や活性化されたリンパ球など、一部の細胞の細胞膜にのみ観察される。そのため、活性化された細胞の細胞膜にのみ現れる特殊なリガンドとの結合に関係していることが示唆されている。一例として、HLA-FはILT2やILT4と結合することが示されている。HLA-FはTAPやその他のペプチドローディングに関与する多タンパク質複合体と結合することもできる。

### 母子間免疫寛容
母体の免疫細胞と接触する胎盤の栄養膜細胞では、3種類の非古典的HLAクラスI分子が全て発現していることが観察されている。このことは、これらのタンパク質が免疫応答において協働しており、HLA-Fが正常な免疫応答と母子間の免疫応答の双方において基礎的な役割を果たしていることを示唆している。また、HLA-Fは脱落膜の絨毛外栄養膜細胞でも発現している。妊娠時には、HLA-Fは制御性T細胞や絨毛外栄養膜細胞と相互作用し、胎児に対する母子間免疫寛容を媒介している。

### 分子間コミュニケーション
活性化リンパ球におけるHLA-Fと他のHLAクラスI分子重鎖との相互作用において、HLA-Fはシャペロンとしての役割を果たし、HLAクラスI分子重鎖を細胞表面に輸送してペプチドを結合していない状態での発現を安定化する。HLA-FはほとんどのアレルのHLAクラスI分子のオープンコンフォマーと結合するが、ペプチドを結合した複合体には結合しない。
T細胞におけるHLA-Fの発現パターンは、HLA-Fが制御性T細胞と活性化T細胞との間のコミュニケーションに関与していることを示唆している。このコミュニケーションを介して、HLA-Fは制御性T細胞による阻害性サイトカインの分泌を惹起していることも、もしくは制御性T細胞に対して阻害シグナルを送ることで正常な免疫応答の進行を可能にしていることも考えられる。

### 外因性抗原の交差提示
ウイルスタンパク質やその他の外因性抗原は、HLA-Fが相互作用しているHLAクラスI分子と相互作用し、HLA-FとHLAクラスI分子の双方のインターナリゼーションを開始することでHLA-Fの細胞表面発現を低下させる。高親和性の外因性タンパク質はHLAクラスI分子とより容易に相互作用し、HLAクラスI分子とHLA-Fとの解離を促進して細胞表面のHLA-Fを減少させる。外因性抗原は、活性化された細胞表面に位置するオープンコンフォマーのHLAクラスI分子とHLA-Fからなる構造に対し、外因性抗原内に存在するHLAクラスI分子特異的エピトープを介して結合する。

### 炎症応答時のリガンド
HLA-FとオープンコンフォマーのHLAクラスI分子からなる複合体は、炎症応答において2つの異なる役割を果たす。この複合体はKIRと呼ばれる受容体のリガンドとなり、KIRの活性化と阻害の双方を行うことができる。具体的には、HLA-Fは特に炎症応答時に3種類のKIR受容体KIR3DL2、KIR2DS4、KIR3DS1と物理的・機能的相互作用を行う。KIRはHLA-FとHLAクラスI分子の双方と個別に直接的相互作用を行う（すなわち、HLA-FとHLAクラスI分子との二量体化は必要ではない）。そして、この複合体は外因性抗原の交差提示に関与している。

## 疾患との関係
HLA-Fはいくつかの疾患と関連している。がんや腫瘍に関しては、胃腺癌、乳癌、食道癌、肺癌、肝細胞癌、神経芽腫でHLA-Fの発現が亢進している。HLA-Fは、B型肝炎、全身性エリテマトーデス、1型糖尿病の感受性とも関係している。

## 関連文献
- “Structure--function relationships in HIV-1 Nef”. EMBO Reports 2 (7):  580–585. (July 2001). doi:10.1093/embo-reports/kve141. PMC 1083955. PMID 11463741.
- “HIV-1 Nef control of cell signalling molecules: multiple strategies to promote virus replication”. Journal of Biosciences 28 (3):  323–335. (April 2003). doi:10.1007/BF02970151. PMID 12734410.
- “[The HIV nef and the Kaposi-sarcoma-associated virus K3/K5 proteins: "parasites"of the endocytosis pathway]”. Médecine/Sciences 19 (1):  100–106. (January 2003). doi:10.1051/medsci/2003191100. PMID 12836198.
- “Interactions of HIV-1 proteins gp120 and Nef with cellular partners define a novel allosteric paradigm”. Current Protein & Peptide Science 5 (1):  1–8. (February 2004). doi:10.2174/1389203043486955. PMID 14965316.
- “HIV/SIV escape from immune surveillance: focus on Nef”. Current HIV Research 2 (2):  141–151. (April 2004). doi:10.2174/1570162043484924. PMID 15078178.
- “Nef: "necessary and enforcing factor" in HIV infection”. Current HIV Research 3 (1):  87–94. (January 2005). doi:10.2174/1570162052773013. PMID 15638726.
- “HIV accessory proteins and surviving the host cell”. Current HIV/AIDS Reports 1 (1):  47–53. (April 2004). doi:10.1007/s11904-004-0007-x. PMID 16091223.
- “Serum angiotensin-1 converting enzyme activity processes a human immunodeficiency virus 1 gp160 peptide for presentation by major histocompatibility complex class I molecules”. The Journal of Experimental Medicine 175 (6):  1417–1422. (June 1992). doi:10.1084/jem.175.6.1417. PMC 2119225. PMID 1316930.
- “The human class I MHC gene HLA-F is expressed in lymphocytes”. International Immunology 2 (6):  531–537. (1991). doi:10.1093/intimm/2.6.531. PMID 1707659.
- “A single amino acid interchange yields reciprocal CTL specificities for HIV-1 gp160”. Science 246 (4926):  118–121. (October 1989). Bibcode: 1989Sci...246..118T. doi:10.1126/science.2789433. PMID 2789433.
- “Modulation of CD4 lateral interaction with lymphocyte surface molecules induced by HIV-1 gp120”. European Journal of Immunology 25 (5):  1306–1311. (May 1995). doi:10.1002/eji.1830250526. PMID 7539755.
- “HIV Tat represses transcription through Sp1-like elements in the basal promoter”. Immunity 3 (1):  127–138. (July 1995). doi:10.1016/1074-7613(95)90165-5. PMID 7621073.
- “HIV-1 gp41 enhances major histocompatibility complex class I and ICAM-1 expression on H9 and U937 cells”. International Archives of Allergy and Immunology 104 (3):  227–231. (July 1994). doi:10.1159/000236670. PMID 7913356.
- “HIV-1 gp41 binding proteins and antibodies to gp41 could inhibit enhancement of human Raji cell MHC class I and II expression by gp41”. Molecular Immunology 31 (13):  977–982. (September 1994). doi:10.1016/0161-5890(94)90092-2. PMID 8084338.
- “Oligo-capping: a simple method to replace the cap structure of eukaryotic mRNAs with oligoribonucleotides”. Gene 138 (1–2):  171–174. (January 1994). doi:10.1016/0378-1119(94)90802-8. PMID 8125298.
- “Repression of MHC class I gene promoter activity by two-exon Tat of HIV”. Science 260 (5112):  1320–1322. (May 1993). Bibcode: 1993Sci...260.1320H. doi:10.1126/science.8493575. PMID 8493575.
- “Linkage analysis of 6p21 polymorphic markers and the hereditary hemochromatosis: localization of the gene centromeric to HLA-F”. Human Molecular Genetics 2 (5):  571–576. (May 1993). doi:10.1093/hmg/2.5.571. PMID 8518796.
- “Endocytosis of major histocompatibility complex class I molecules is induced by the HIV-1 Nef protein”. Nature Medicine 2 (3):  338–342. (March 1996). doi:10.1038/nm0396-338. PMID 8612235.
- “Molecular analysis of presentation by HLA-A2.1 of a promiscuously binding V3 loop peptide from the HIV-envelope protein to human cytotoxic T lymphocytes”. International Immunology 8 (5):  641–649. (May 1996). doi:10.1093/intimm/8.5.641. PMID 8671651.